# Roholte Sogn
Roholte Sogn er et sogn i Tryggevælde Provsti (Roskilde Stift).
I 1800-tallet var Roholte Sogn et selvstændigt pastorat. Det hørte til Fakse Herred i Præstø Amt. Roholte sognekommune var med i den frivillige kommunesammenlægning, som ved kommunalreformen i 1970 blev til Fakse Kommune.
I Roholte Sogn ligger Roholte Kirke.
I sognet findes følgende autoriserede stednavne:
- Delhoved (bebyggelse)
- Feddet (areal, bebyggelse)
- Folehave (areal)
- Hugkrog (bebyggelse)
- Krageborg (bebyggelse)
- Lindersvold (bebyggelse, ejerlav)
- Mogenstrup Huse (bebyggelse)
- Mosebølle (bebyggelse, ejerlav)
- Orup (bebyggelse, ejerlav)
- Roholte (bebyggelse, ejerlav)
- Sivet (bebyggelse)
- Store Elmue (bebyggelse, ejerlav)
- Strandegård (ejerlav, landbrugsejendom)
- Strandhuse (bebyggelse)
- Vindbyholt (bebyggelse, ejerlav)